# 中国医学

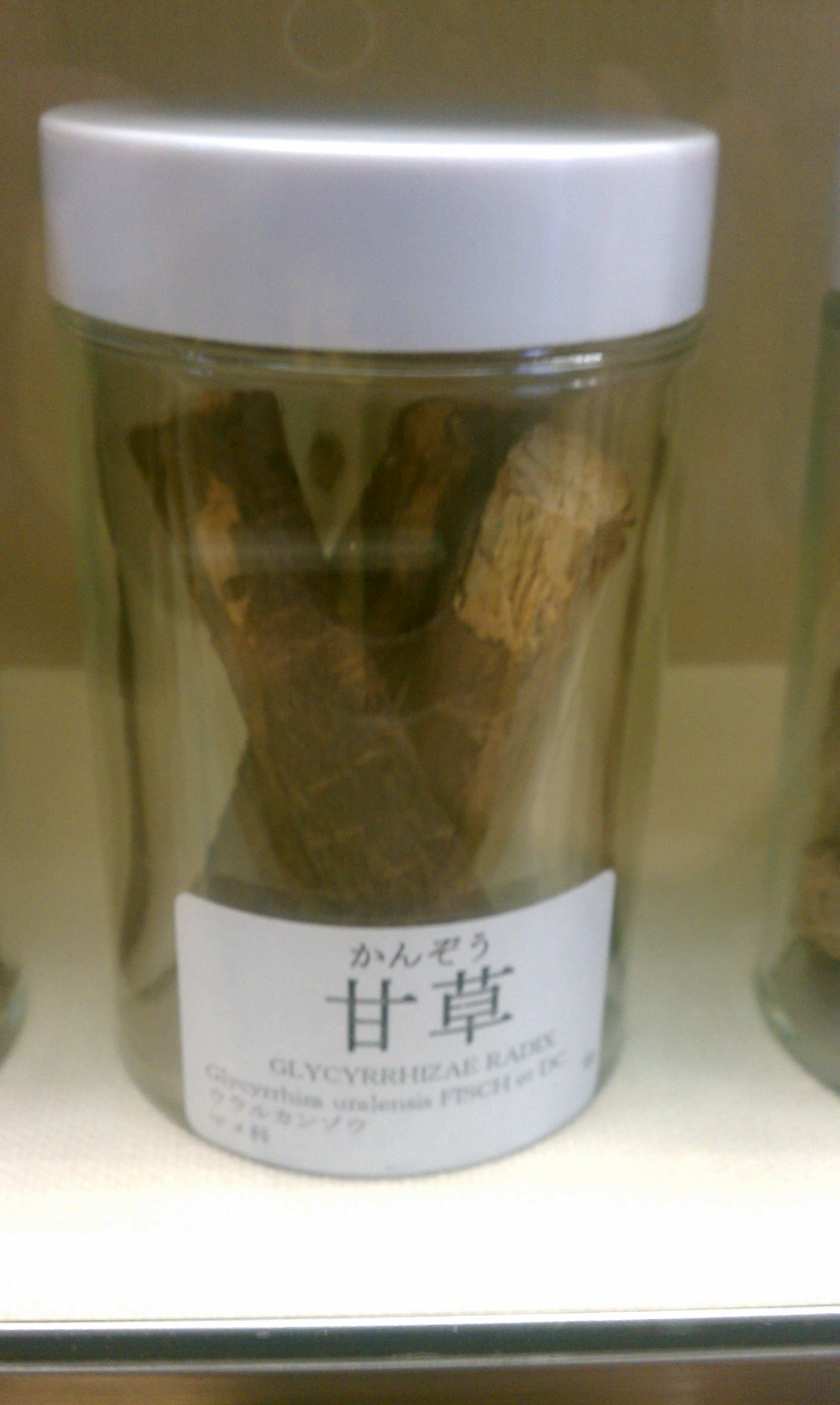
生薬（薬用植物など）を用いる。図は甘草。

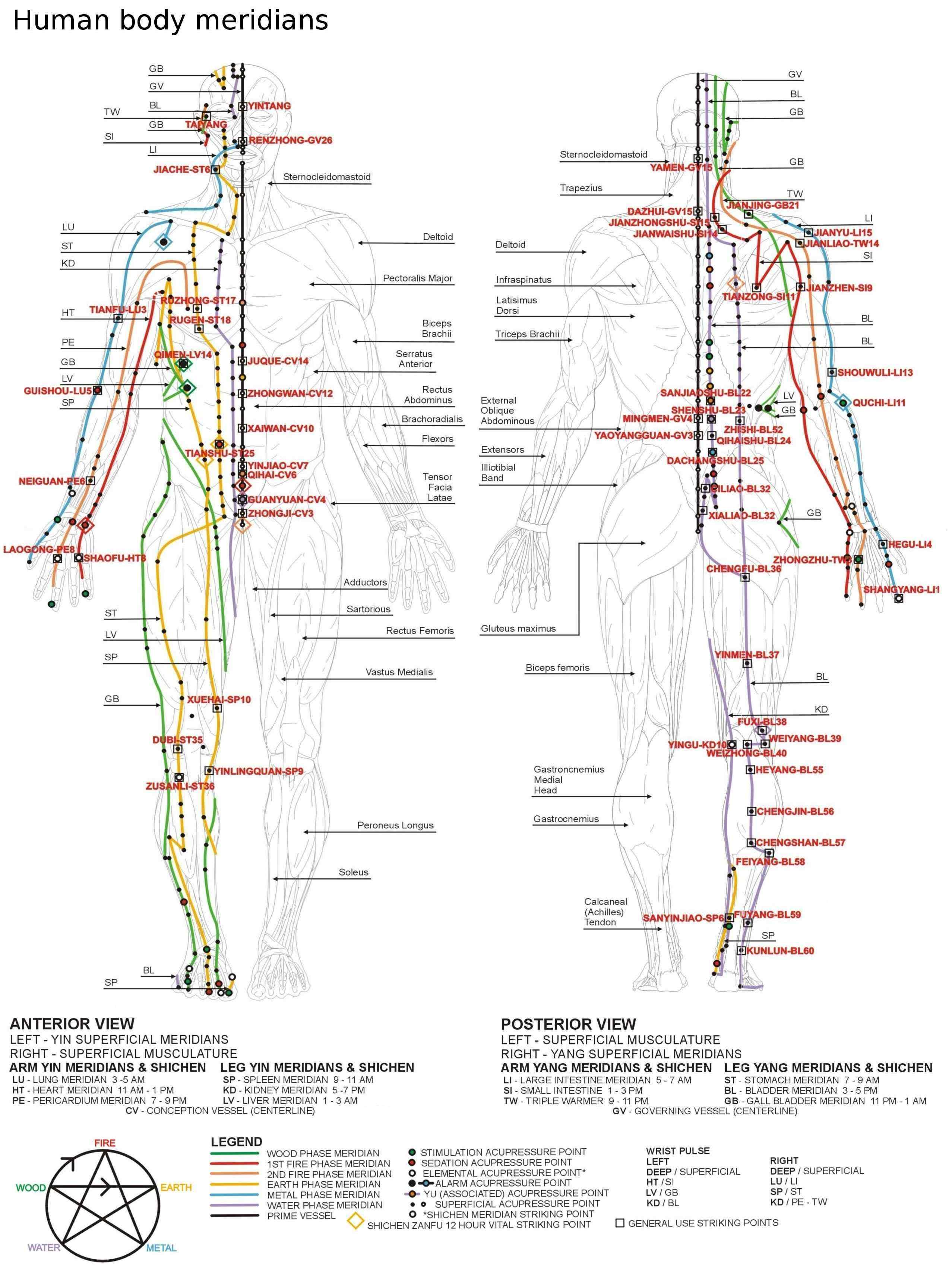
経絡図の一例

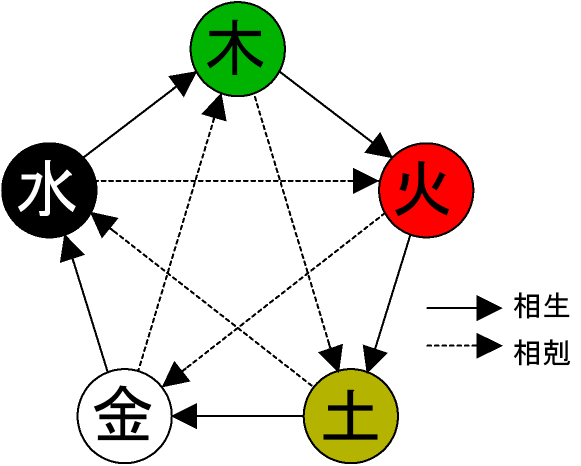
五行による相互作用の分析図

中国医学（ちゅうごくいがく）、また中医薬学（ちゅういやくがく）とは、中国を中心に発展してきた伝統的な医学のことであり、漢字圏の伝統医学、たとえば日本の「漢方医学」や朝鮮半島の「韓医学」に大きな影響を与えている。発祥は黄河、長江であるが、各地にそれぞれの理論形態を持っていた。2400年前の黄帝内経を中心に理論体系が確立された。

## 呼称

### 中国語
- 中医：昔の中国では、中国人が発明した医学に対して統一的な呼び名を付けなかった。しかし、現代の中華人民共和国政府はこれに気付き、約30年かけてその定義や体系を細かく整理し、2017年にはようやく「中医」という名前がつけられた[6][7][8][9][10]。この「中医」は、中国の伝統医学に対する最も公式な呼称となり、日本のように「学」という文字はつけない。

- 中医薬学：中国語で「中医薬学」を称する時は、主に医学院の教材の中に使い、または学術界向けの論文の中に使う。「西洋医学」や「現代医学」などの「学付き」の呼称を真似し、また漢方薬の重要性を強調する為、便宜上で作られた言葉である[11]。

- 疾医（内科）、瘍医（外科）、食医（栄養学）、獣医（獣医学）が、周王朝の官位などが記された『周礼』にあり、王の食事を担当した食医、次に疾医、瘍医、獣医の順で位が高かった[12]。

### 日本語
- 中国医学と中医薬学の違い：前述の通り、いま中国側が使っている「中医」という言葉は2017年から初めて系統化され、命名してきたものである。日本の漢方業界はいままでの中国漢方と区別しやすい為、古代の中国から日本に伝わった漢方を「中国医学」と称し、現代の中国でまとめた漢方を「中医薬学」と称する。中国医学という呼び名も本稿のタイトルとなり、本稿は主に日本語の定義に合わせて、古代中国の漢方について詳述する。
- 中国医学と漢方医学の違い：現代の日本語において、中国からの漢方は「中国医学」と称し、日本独自の漢方は「漢方医学」と称する。中国医学と漢方医学を同じものと捉える日本人も多いが、実は漢方医学というものが日本で独自に発展したものである[11]。漢方医学は中国から伝来した中国医学に基づくことは確かだが、採用する理論・診断法・使い手・生薬の量などの面ではそれぞれの違いがあり、例えば中国医学が極めて大事にする「陰陽五行」の診断法は、日本の漢方医学ではほとんど使えず、むしろ批判されている。さらに、中国医学における最も参考になる医学書『本草綱目』も、日本の漢方では常用の参考書にならない[13][14][15]。

### 総称
- 東洋医学、東方医学、東亜医学：中医薬学の東アジアの伝統医学への影響を尊重するため、総じて「東洋医学」と呼ばれることがある。

## 定義と特徴
中医の定義は中国に存在しているあらゆる漢方薬・治療法・病理学・医学理論・医学文化の総称であり、また中国の伝統医者・伝統病院にも一括する言葉である。しかし、中医の範疇は中国の漢民族が発明したものと限定されて、中国領土の中のチベット族・モンゴル族・ウィグル族の伝統医学はこの定義に入らない。
以下のような点が、中医薬学の特徴として挙げられる。
- 全身を見て治療を行う。西洋近代医学とは異なり、複数ある症状をもって「証」という概念で治療方針を決める[注 1]。
- 人間の心身が持っている自然治癒力を高めることで治癒に導くことを特徴としている。そのために生薬などを用いる。
- 診断も、四診によって行う。西洋近代医学のように機械や採血の検査結果を用いることはない。よって、体を侵襲することがなく、害が少ないとされる[注 2]。

近年は欧米でもTraditional Chinese medicine (TCM、伝統中国医学)の名で、補完・代替医療として広く行われている。アーユルヴェーダ（インド伝統医学）・ユナニ医学（ギリシャ・アラビア医学）と共に三大伝統医学に数えられ、相互に影響を与えたと考えられている。

## 書物

### 医書
- 『黄帝内経』（作者不明、前漢）：現存する中国最古の医学書。陰陽論と五行論を参考に著されている。生理・養生・環境衛生、養生などを気候・季節などとの関係で述べる哲学的・理論的な「素問」と、解剖・生理を説いた上で鍼灸などの臨床医学を実践的に論じた「霊枢」からなる[16]。
- 『傷寒論』（張仲景、後漢末期から三国）：伝染性の病気に対する治療法が中心。すでに四診、八綱弁証（証）、八法（八つの治療法）の原則と具体的な方法が説明されている[15]。
- 『難経』(作者不明・後漢以降）：『黄帝内経』を問答形式で解説。独自の内容もあり、鍼灸術や日本の後世派に影響を与えた[16]。

### 本草書
- 『神農本草経』（作者不明、後漢から三国）：365種の薬物を上品（養命薬）・中品（養性薬）・下品（治病薬）の三品に分類して記述する[15]。
- 『本草綱目』（李時珍、明）:中国の本草学史上内容が最も充実した本草書。全52巻。

## 歴史
中国における歴史について記す。

### 古代
殷代の甲骨文などには「医」「薬」といった文字は見当たらず、未だ人々のあいだに医療という概念がなかったものと思われるが、やがて巫祝（ふしゅく）と呼ばれる、集落の神事とともに人々の病も癒す呪術師的存在があらわれることになる。最初の医療は、今でいう「占い」「魔よけ」にあたるものが主流であったが、やがてそこへ生薬などの「薬物療法」や、鍼灸の原初的段階が組み入れられていく。それとともに巫祝も、巫を専門とする神官的な存在と、医を専門とする医師的な存在に別れていったと考えられている。
こうして秦以前にも扁鵲（へんじゃく）などの名医の存在が数々の記録に残っており、たとえば扁鵲は六不治の一つとして「巫を信じて医を信じざればすなわち不治」をかかげ、すでにこの時代に医者と呪術師的な存在、すなわち医学と宗教とは明確に分離されていたことをうかがわせる。

### 中古
前漢（紀元前202年～紀元8年）の時代には『黄帝内経』という現在知られている最古の医書が編纂されている。後漢（25年～220年）の時代に張仲景により『傷寒雑病論』が編纂される。ただ、この『傷寒雑病論』は、長い戦乱で散逸し、雑病の部分だけが見つからず、『傷寒論』だけが残り、孫思邈の『千金要方』などに、引用文などが書かれてはいたものの、『雑病』にあたる部分は発見されずにいた。北宋時代に王洙が『金匱玉函要略方』を発見し、その後半部分が『雑病』の部分にあたるとして、林億らによって、『傷寒論』と重複する部分を分けられ、『金匱要略』（正式名称は金匱要略方論）として、世に出回ることになる。張仲景は『傷寒雑病論』の序文において、『黄帝内経』を理解してから読まなければならないと書いているため、『黄帝内経』も読まずに『傷寒論』『金匱要略』を軽々しく扱うことを疑問視する流派もある。『傷寒論』は現在医学での流行性感冒と推測される急性熱性疾患をモデルに病勢の進行段階と治療法を論じたとする流派もあるが、『傷寒』とは狭義の意味は急性熱性疾患であるが、広義は熱性疾患のみに留まらぬ意味もあるため、これもまた意見の分かれるところでもある。中国医学は張仲景によって初めて理論的に体系化されたともいわれる。
ただし、現在に伝わる傷寒論は宋の林億が改訂し明の趙開美がさらに注釈をつけたもので、宋以前の傷寒論がいかなるものであったかについては種々の議論はあるものの定まっていない。所謂中華文明全体に及ぶ「宋改」が医学の分野ではかなり大胆に行われており、今我々が目にすることが出来る傷寒論や黄帝内経は、あくまで宋改を経たもの、と言うことになる。
唐代の孫思邈は、医学全書である『備急千金要方』などを著すが、これまでの医学思想に神仙系の医学思想や仏教医学の思想を加味した。『傷寒論』の薬方を取り入れて『千金翼法』を著した。

### 中世
金・元代（960年～1367年）には金元四大家と呼ばれた劉完素・張従正・李杲・朱震亨らが現われる。『黄帝内経』の理論を元に六淫理論、四傷理論といった新しい理論が表された。一方南宋では「太平恵民局」という公立の薬局が設けられて医者や官民に良質な薬を提供するシステムが構築され、宋慈が『洗冤集録』という世界初の本格的な法医学書を著しており、こうした成果は南宋を滅ぼした元代にも継承された。
また、明代に医師の李時珍が『本草綱目』を著して薬学・本草学の分野でも大きな進歩があった。

### 現代
中国においては、戦後、国民党政府の伝統医学廃止運動に反発する形で、共産党政権による伝統的医学復興が国策として行なわれ、「中医学」としてまとめられた。現在、西洋医学を行なう通常の医師と、伝統学を行なう「中医師」の二つの医師資格が併設されている。
中華人民共和国成立に伴い、中国共産党は、大陸各地に点在していた伝統医療の担い手を「老中医」と呼んで召集し、伝統医学の教育に充てた。ただし、清末以来戦乱に明けた大陸では、体系立った伝統医学などは残っておらず、老中医にしても、ほとんどが家伝の生薬方なり鍼灸方なりを、各個伝えているだけであった。このため、これら個々の伝統技術を統合する理論体系が必要とされ、毛沢東の強い意向を受けて、伝統医学が整理・統一され「中医学」理論が設えられた。つまり、現在の中医学は、中国において統一教科書教育が必要になった1956年を皮切りとし、文化大革命の時期を中心として展開されたもので、これ以前の中国医学を「中国医学」、以降を「中医学」として区別する考え方もある。
1958年の南京中医学院が編纂した教科書『中医学概論』では、五臓六腑ごとに病証が展開されており、病証も『千金方』の五臓病証に類似している。この教科書では「肝虚寒証」のように現在の中医学では用いられない病証が含まれる。また『千金方』には「腎実熱」などまで含まれる。
鍼灸を例にすれば、現在の中医理論は経絡治療と似ていて五臓の母子関係や相剋関係を中心に理論構築を展開する。およそ1960年代より、雑病の一つだった「肝気鬱逆」（「肝鬱気滞」）が肝の基本病証の一つとなった。また、「肝鬱気滞」が肝実証である、という認識は中国ではあるけれども、日本での認識は乏しく、「肝実証」という発想は、脈診を中心として診断をおこなう経絡治療家にも理解しやすいものである。

## 中医学
中医学は、中華人民共和国において、多様な中国伝統医学を整理・統合して作られた医学体系である。診療は、基本的に中医師が行う。ただし、日本においては中医師の資格は使えないため、これを行うのは日本国で有効な医師免許を持つ者、または一部の鍼灸師が行う中医針灸である。中医師の免許は米国などでは認可されているが、日本では現在未認可であるため、中医師免許のみでは診療行為を行うことができない。このため中国は中医師資格の認可を日本政府に働きかけている。中医師と類似の表記で国際中医師ライセンスなどがあるが、医師免許を表すものではない。
現代中国の中医学は、西洋医学の影響を受け、中医内科、中医外科、中医婦人科、中医小児科などに細かく分類され複雑化している。中国の中医師の資格種類は次のとおりに分けられる。
- 中医師（生薬処方を中心とする湯液治療を専門とする）
- 針灸、推拿（中国整体）治療中心の中医師

その他に医師は西洋医があるが、西医学部を卒業後に中医学研修を受け、西洋医学も中医学も理解する「中西医結合」治療を行う医師（中医学部では西洋医学も同様に学習するため、両方の処方が可能である）もいる。この際、診察や処方において「西洋医学の薬にしますか、中薬にしますか」などと聞かれることがある。
日本の漢方医学と同根ではあるが、日本と中国の社会的事情、歴史的経緯、生活習慣、風土などの違いから、漢方医学と中国医学は診察方法などが大きく異なる。例えば以下のようなものである。
- 中薬（日本でいう漢方薬）
- 薬食同源（医食同源）、薬膳
- 鍼灸（針、灸）
- 推拿：中国における手技療法、マッサージ。古くは按摩とも。日本の按摩とは、その形態が異なる。
- 気功

### 欧米への普及
近年は欧米では、中医学がTraditional Chinese medicine (TCM、伝統中国医学)の名で普及し、補完・代替医療として治療・研究が広く行われている。

## 法的規制

### 香港
香港では1999年より香港中医薬管理委員会（Chinese Medicine Council of Hong Kong）により規制されており、すべての中医家は委員会に登録されなければならない。登録には5年間の専門教育を受けた上で30週間の臨床実習を積み、さらに試験に通過する必要がある。登録資格は３年間有効で、更新にあたっては登録された専門家から60日間の教育を受ける必要がある。

## 派生・影響
古代の東アジア世界において、中国と同じ漢文を用いた日本や朝鮮半島は書籍の翻訳が比較的容易であり、またその歴史も長く、医学書の翻訳の分野で中国と周辺国の交流は断絶なく続いた。こうして日本・朝鮮半島・ベトナム・モンゴルは中国の漢方体系を取り入れつつ、それぞれ自国の医学理論をつくりあげた。

### 漢方医学
漢方医学（和漢方・和方）：日本で発達した中国医学系の伝統医学の呼称である。中国を起源とする伝統医学は、古代から断続的に日本に伝来していたが、大陸で失われた古文献や古い技術も維持されたものがあり、現在では鍼灸・生薬ともに、中国医学とは趣を異にする物に発達している。例えば、中国では腹診は廃れたが、漢方医学においては重視されており、逆に中国で重視される脈診は日本ではあまり重んじられない。薬用量も、中国で使われる量に比べ、生薬を輸入に頼っていた日本の量は3分の1程度である。また重視される文献や理論も異なっている。
日本の中国医学系伝統医学は、江戸時代に蘭方に対して用いられた漢方または漢方医学という名が、一般的に使われている。漢方医学は鍼灸も含む場合もあるが、現在は漢方薬による治療のみをさすことが多い。日本においては鍼灸は医師・鍼灸師がおこない、漢方薬は医師・薬剤師がおこなう分業になっている事もその一因と考えられる。日本では中国や韓国と異なり、伝統医の国家資格は存在せず、専門教育もほとんど行われていない。

### 朝鮮半島
朝鮮半島の医学は、日本にも影響を与えた。「一鍼二灸三薬」と言われるほど鍼灸が重んじられており、現在の韓国は世界唯一の鍼灸専門医制度を持っている。
- 東医：朝鮮半島で発達した中国医学系伝統医学の呼称。北朝鮮では1992年までこのように称していた。
- 高麗医学：北朝鮮での呼称。1993年に東医から改称した。
- 韓医学：韓国における呼称。韓方医学とも呼ばれた。

### ベトナム
- 南医学：ベトナム化された中国医学系伝統医学[25]
- 北医学：ベトナム化されていないそのままの中国医学

### 欧米
欧州では18世紀中ごろから、アメリカでは19世紀ごろから、単なる鉱油を「蛇油の塗布薬」と称し万能薬を騙って販売されていた。元を辿れば、当時アメリカへ渡った中国人の鉄道作業員たちが、チュウゴクミズヘビの油を関節炎に効く薬として、民間療法的に使っていたことから考え出された医療詐欺ないしは偽医療まがいの代物であった。この様な経緯から英語で「Snake oil」と言えば、何の役にも立たない物やいかがわしい詐欺商品を揶揄する言葉となっている。